# Wüsterberg (Darmstadt)
Der Wüsterberg ist ein Berg im nordwestlichen Odenwald, östlich von Darmstadt.

## Beschreibung
Der ca. 190 m hohe Berg in der Waldgemarkung Darmstadt ist stark bewaldet.
Nördlich des Bergs befindet sich die B 26 (Hanauer Straße), die Aschaffenburger Straße sowie die Museumseisenbahntrasse.
Südöstlich des Bergs befindet sich der „Albertsbrunnen“.
Ca. 400 m südlich befindet sich der Franzosenberg.
Westlich und südlich des Bergs befindet sich das Naturschutzgebiet Darmbachaue.